# ロマン・ドブロホトフ
ロマン・アレクサンドロヴィチ・ドブロホトフ（露: Роман Александрович Доброхотов、英：Roman Aleksandrovich Dobrokhotov、1983年8月6日 - ）は、ロシアの調査ジャーナリストである。
民主派政党の連合体・連帯のメンバーで、調査報道サイトザ・インサイダー（The Insider）の創設者で所有者でもある。

## 経歴
1983年8月6日、モスクワに生まれた。父親は哲学者でロシア国立研究大学高等経済学院（HSE）の終身教授アレクサンドル・ドブロホトフ。
2000～2006年までモスクワ国際関係大学（MGIMO）政治学部、2006～2007年にかけてHSE大学院で学んだ。
2005年に青年運動「We」を創設、2008年の連帯運動創設以来、連邦政治評議会のメンバーで、2009年以降はモスクワ支部の政治評議会のメンバーである。
2010年、ロシア国立人文大学 (GAUGN) で研究者となり、政治学を教えている。

### ジャーナリストとして
- 2006～2008年：イズベスチヤの記者で、経済部門の副編集長をしている[6]。同時期、フリーランサーとしてラジオ局ロシアの声で働いていた。
- 2010年4月：オンラインニュースSlonの寄稿者となる。2013年2月に編集スタッフの一部とともに解雇され[7]、その後は現代美術と文化を扱うColta.ruに寄稿するようになった。
- 2013年11月：調査報道を専門とするザ・インサイダー（The Insider）を創立し、編集長となった。

### ロシア当局による迫害・出国
2021年7月23日、ロシア司法省はザ・インサイダーのドメイン名管理者であるラトビアの法人「The Insider SIA」を「外国エージェント」に指定。同月28日、当局はドブロホトフの自宅と両親宅を家宅捜索し、自宅から携帯電話・ラップトップ・タブレット・パスポートを押収、ドブロホトフは尋問のためロシア内務省に連行された。
ドブロホトフの同僚やベリングキャットのクリスト・グロゼフは、この日にドブロホトフはロシアから出張予定であったと述べている。グロゼフは、2011年にロシア連邦軍参謀本部情報総局（GRU）と協力関係にあるとザ・インサイダーが指摘したオランダ人ジャーナリストに対する名誉棄損の容疑であったことを明らかにした。アムネスティ・インターナショナル東欧・中央アジア担当ディレクターのマリー・ストラザーズは「朝の襲撃は、先週、ザ・インサイダーが『外国エージェント』であると宣言された後、沈黙を守らないことを明らかにしたジャーナリストを威嚇する露骨な試みです」とロシア当局を非難している。
その後、ドブロホトフはロシアを去っており、9月7日に「違法な国境通過」により起訴された。ロシア連邦保安庁（FSB）は、ドブロホトフはヴォロネジ州のコレスチャトフカ村近くからウクライナに入国しており、人の仲介を受けて国境検問所を迂回して秘密裏に越境したと主張している。これに対して、ウクライナの国境警備隊は「FSBの操作的な声明についてコメントしない」としている。
このことについて、9月30日、ドブロホトフは声明を出した。同月23日に当局が両親の家に押し入って父親を、そして自宅から妻を尋問のため連れ去っており、子どもと一緒にいた母親は別の日にFSBに出頭しなくてはならないことを明かした。また、家宅捜査のときに没収されたのは外国のパスポートで、一般のパスポートは残っていたという。ロシアの領土を離れるあらゆる権利があったので、パスポートを押収したFSBの役人や捜査官に対して訴訟がすぐに開始されるはずであると主張した。当局の目的については、家族に圧力をかけ、電話やコンピュータにアクセスして自身の居場所を突き止めることであるとしている。
2022年10月、ベリングキャット、デア・シュピーゲルとの協力で判明したウクライナの民間住宅・インフラに対するミサイル攻撃に関与するロシア軍部隊と隊員についてボイス・オブ・アメリカの取材に応じた。捜査当局は命令を実行する30名以上の軍事専門家の名を挙げており、このことは同月8日のクリミア大橋爆破の結果ではなく、それ以前からの計画だったことも立証できたとしている。一見普通のIT技術者が完全に匿名で行動していたが、名前・肩書・写真が公開されてそれを失った。匿名性は彼らの保身のためのものである側面が大きいとして、「すべての戦争犯罪者は、地位や階級に関係なく、すべてがどう終わるかを知っているべきだ」と実行犯全員に対する経済制裁・国際裁判を望むとドブロホトフは話した。
2024年12月10日、ロンドンの中央刑事裁判所で英国在住のブルガリア国籍の人物5人の裁判中、2022年8月にドブロホトフを誘拐する計画があったことが明らかになった。このグループはドブロホトフがロシアから出国した2011年からドブロホトフを尾行しており、「ロシア諜報機関の仲介人」として活動していたヤン・マルサレクの指示を受けていたという。マルサレクは、2020年に破綻した独オンライン決算大手のワイヤーカード事件で国際指名手配されている。このグループは、べリング・キャットのフリスト・グロゼフも標的としていたことが分かっている。